# Associazione Europea dell'Interoperabilità Ferroviaria
L'Associazione Europea dell'Interoperabilità Ferroviaria o European Association for Railway Interoperability (AEIF) è un'associazione internazionale con sede a Bruxelles che riunisce tutte le imprese europee attive nel campo ferroviario e che è incaricata dalla Commissione europea di elaborare le proposte per la TSI (specifica tecnica nel quadro dell'interoperabilità relativa alle reti europee ad alta velocità).
Alcuni risultati prodotti dell'AEIF sono stati recepiti nel 2006 dalla neocostituita Agenzia ferroviaria europea (ERA).